# Helena Kuipers-Rietberg

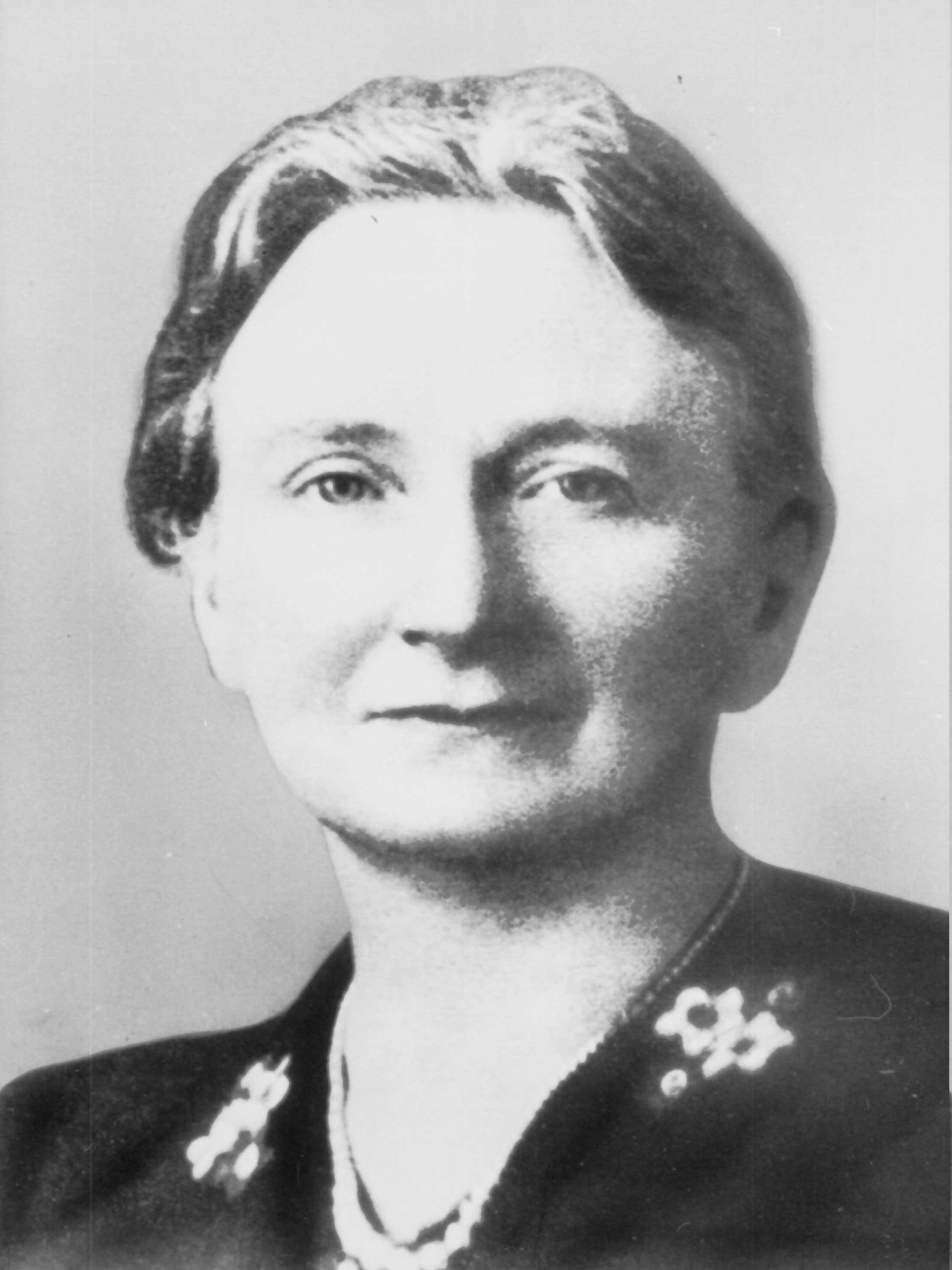
Helena Kuipers-Rietberg

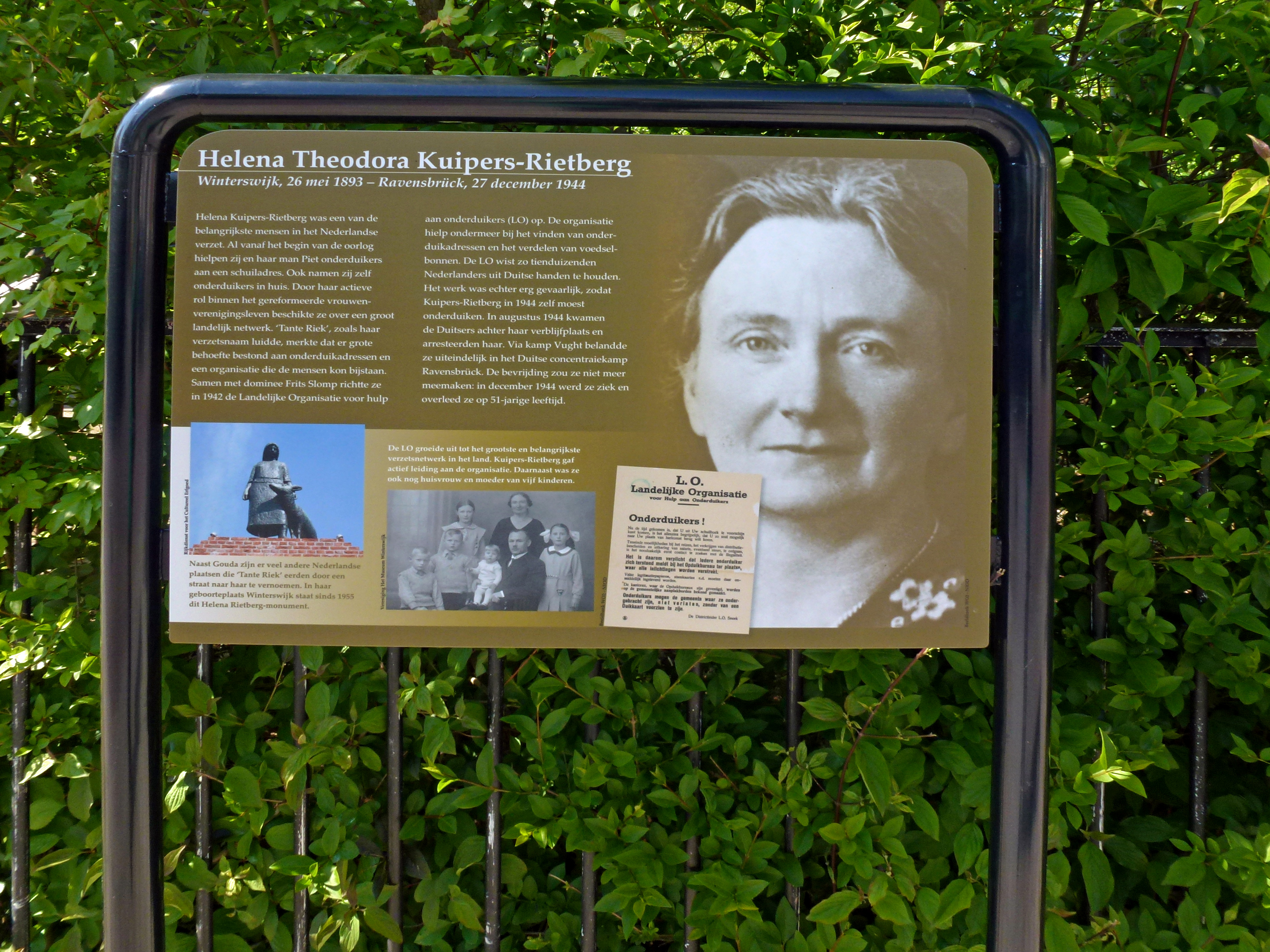
Gedenktafel für Helena Kuipers-Rietberg in Gouda

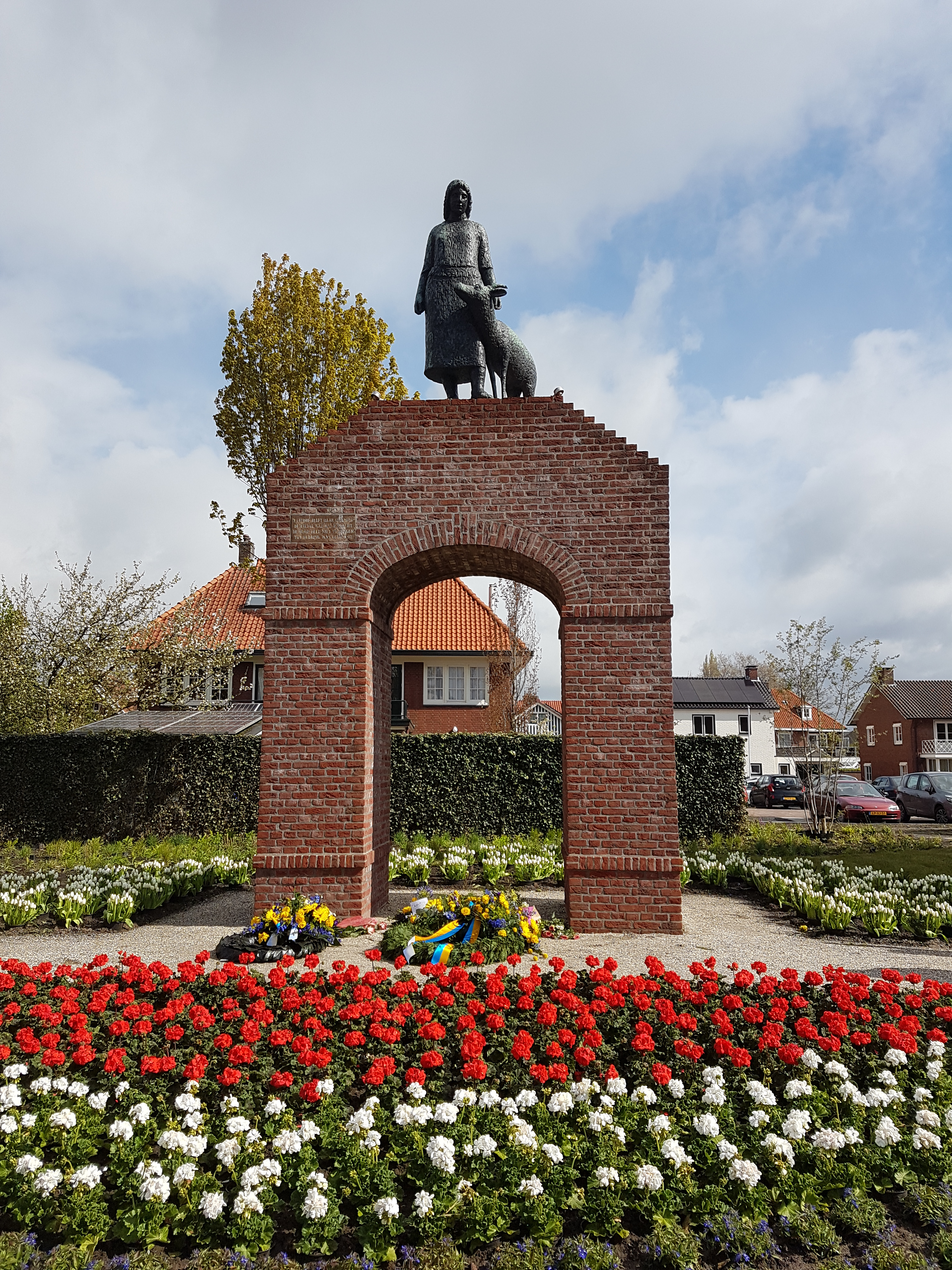
Denkmal in Winterswijk

Helena Theodora „Heleen“ Kuipers-Rietberg (* 26. Mai 1893 in Winterswijk; † 27. Dezember 1944 in Ravensbrück) war eine niederländische Widerstandskämpferin gegen die deutsche Besetzung der Niederlande während des Zweiten Weltkriegs. „Tante Riek“, so ihr Deckname, gilt als eine zentrale Figur des organisierten Widerstandes in den Niederlanden.

## Biographie

### Familie und erstes Engagement
Helena Rietberg wuchs in Winterswijk als Tochter einer Familie des Mittelstands auf, die der Niederländisch-reformierten Kirche angehörte und sehr gläubig war; sie hatte vier Geschwister. Der Vater war Mühlenbesitzer und Getreidehändler. Schon in der Schule lernte sie wahrscheinlich ihren späteren Ehemann Peter Kuipers (1892–1978) kennen. Nach Abschluss der Schule ging Kuipers nach Medan auf Sumatra, um dort für ein Amsterdamer Unternehmen zu arbeiten, während Helena Rietberg eine Arbeit im Büro ihres Vaters aufnahm. 1919 kam Kuipers in die Niederlande zurück und hielt um die Hand von Helena an; der Vater gab sein Einverständnis unter der Bedingung, dass Kuipers nicht nach Sumatra zurückkehre, sondern in das Unternehmen des Schwiegervaters in Winterswijk eintrete. Das Ehepaar heiratete 1921 und zwischen 1922 und 1932 wurden fünf Kinder geboren. Helena Kuipers-Rietberg kümmerte sich um die Familie, engagierte sich aber auch in verschiedenen Organisationen der Kirche. Im Jahr 1932 gehörte sie zu den Mitbegründerinnen der Gereformeerde Vrouwenvereeniging in Nederland von Winterswijk und saß bis 1937 in deren landesweitem Vorsitz. Dabei spann sie ein Netzwerk von Kontakten, das ihr später hilfreich sein sollte. „Helena Kuipers-Rietberg was een vrouw met een zeer sterke persoonlijkheid en een grote overtuigingskracht. Ze had een groot doorzettingsvermogen en ze bezat leiderscapaciteiten.“ (dt. = „Helena Kuipers-Rietberg war eine Frau mit einer sehr starken Persönlichkeit und von großer Überzeugungskraft. Sie besaß großes Durchsetzungsvermögen und Führungsqualitäten.“)

### Im Widerstand
Durch die Grenznähe von Winterswijk zu Deutschland bekam Helena Kuipers-Rietberg schon früh die Auswirkungen des Nationalsozialismus mit. Für sie als gläubige Frau war Hitler der leibhaftige „Antichrist“ und seine Anhänger „gottlose Nazis“. Nach dem deutschen Überfall auf die Niederlande im Mai 1940 warnte sie vor den Gefahren einer Nazifizierung der Niederlande und der Untergrabung der christlichen Werte. Kuipers-Rietberg forderte Jugendliche dazu auf, sich nicht für den Nederlandse Arbeidsdienst (NAD) zu melden und unterzutauchen. Ihre ganze Familie beteiligte sich am Widerstand gegen die deutsche Besetzung, indem sie Lebensmittelkarten organisierte und illegale Zeitungen verteilte. Ihr Mann und ihre Zwillingssöhne Piet und Helmer halfen französischen und britischen Kriegsgefangenen, die aus deutschen Lagern entflohen waren, in ihre Heimat zurückzukehren.
Besonders engagierte sich Kuipers-Rietberg bei der Suche nach Verstecken für jüdische Menschen und versteckte auch im eigenen Haus zwei Verfolgte. Dies erwies sich in Winterswijk als besonders schwierig, da dort die nationalsozialistische Bewegung der Niederlande Nationaal-Socialistische Beweging (NSB) viele Anhänger hatte. Ab 1943 wurde es immer schwieriger, Verstecke zu finden, da die Deutschen viele Männer zur Zwangsarbeit in Deutschland heranziehen und ehemalige Berufsoffiziere als Kriegsgefangene verhaften wollten, von denen zahlreiche daraufhin auch untertauchten. Auch abgeschossene alliierte Piloten mussten versteckt werden. Insgesamt wurden während des Krieges rund 400 untergetauchte Menschen in Winterswijk versteckt.
Seit November 1942 war Helena Kuipers-Rietberg in Kontakt mit dem reformierten Pastor Frits Slomp – Deckname Frits de Zwerver (dt. = der Streuner) –, der per Rad von Gemeinde zu Gemeinde fuhr und zum Widerstand gegen die Nationalsozialisten aufrief. Kuipers-Rietberg bat ihn um Hilfe beim Aufbau eines nationalen Netzwerkes von örtlichen Komitees. Daraus entstand die größte Widerstandsorganisation in den Niederlanden, die Landelijke Organisatie voor Hulp aan Onderduikers (LO) sowie die seit August 1943 damit verbundenen bewaffneten Landelijke Knokploegen (LKP), die Überfälle auf Büros zur Verteilung von Lebensmittelkarten durchführten, Gefangene befreiten und Verräter hinrichteten. Zuletzt hatte die LO mehr als 10.000 Mitarbeiter und hielt mehr als 300.000 Menschen verborgen. Helena Kuipers-Rietberg war die einzige Frau, die an den wöchentlichen Zusammenkünften teilnahm, bei denen die Maßnahmen koordiniert wurden. Als diskutiert wurde, ob in Fällen von Verrat Liquidationen zulässig sein sollten, gehörte sie zu den Befürwortern.
Im Herbst des Jahres 1943 erkrankte Kuipers-Ruitberg aufgrund ihrer kräfte- und nervenzehrenden Arbeit. Ihre Familie wollte, dass sie mit den Widerstandstätigkeiten aufhöre, aber sie wollte ihrem Rat nicht folgen. Stattdessen übernahm sie eine weitere Aufgabe und begann mit den Auszahlungen des Nationaal Steun Fonds, der seit 1943 mit der LO zusammenarbeitete. Dieser Fonds, der von dem früheren Marineoffizier Iman Jacob van den Bosch und den Bankiers Walraven und Gijs van Hall eingerichtet worden war, sorgte für die finanzielle Unterstützung der Familien von untergetauchten Menschen.
Am 24. Mai 1944 warnte ein Polizist Peter Kuipers vor einer bevorstehenden Festnahme. Nachdem sie ihre Kinder sicher untergebracht hatten, gingen die Eltern auf die Flucht. Der Sicherheitsdienst versuchte vergebens, ihnen eine Falle zu stellen, indem man sie auf den Bahnhöfen ausrufen ließ, eines der Kinder habe einen tödlichen Unfall gehabt. Das Ehepaar versteckte sich bei einem Zigarrenfabrikanten in Bennekom. Am 17. August 1944 wurde der Kurier, der den Eheleuten neue Personalpapiere bringen sollte, von den Deutschen aufgegriffen, und so kam man auch Helena Kuipers-Rietberg und ihrem Mann auf die Spur; am 19. August wurden sie verhaftet.

### In Gefangenschaft
Die Eheleute wurden im Koepelgevangenis in Arnhem in nebeneinander liegenden Zellen untergebracht. Um ihren Mann zu ermutigen, sang Helena Kuipers-Rietberg laut Psalmen. Das Ehepaar hatte zuvor abgesprochen, dass sie die alleinige Schuld auf sich nehmen sollte in der Annahme, dass die Gefahr für eine Frau geringer sei. Die Deutschen ließen Peter Kuipers frei in der Hoffnung, durch ihn auf die Spur von weiteren Widerständlern zu kommen, jedoch tauchte er sofort unter. Helena Kuipers-Rietberg wurde am 25. August 1944 in das KZ Herzogenbusch gebracht. Nach dem Dolle Dinsdag wurde das Lager geräumt und die Insassen in das vollkommen überfüllte KZ Ravensbrück gebracht.
In Ravensbrück wurde Helena Kuipers-Rietberg wegen ihrer schlechten Augen nicht für den Arbeitseinsatz eingeteilt, sondern in der Kleiderkammer für die Wachleute und in der Essensverteilung, wodurch sie innerhalb kürzester Zeit viele Insassen kennenlernte. Durch ihre scheinbar unerschütterliche Heiterkeit war sie ihren Mitgefangenen Stütze und Trost und begleitete sterbende Frauen in ihren letzten Stunden. Die Deutschen hielten sie wegen ihres starken Glaubens für eine religiöse Fanatikerin. Ende Oktober 1944 wurde sie selbst krank und starb in der Nacht vom 27. auf den 28. Dezember, wahrscheinlich an Typhus oder einer Lungenentzündung. Peter Kuipers überlebte den Krieg und starb im Jahr 1978.

## Gedenken
Nach dem Krieg wurde Helena Kuipers-Rietberg postum mit dem Verzetskruis ausgezeichnet, das ihr Mann Pieter am 9. Mai 1946 im Paleis op de Dam entgegennahm. Am 9. Mai 1954 wurde in Winterswijk vor dem Rathaus ein Denkmal für „Tante Riek“ von der ehemaligen Königin Wilhelmina enthüllt, das eine Frauenfigur mit einer Herde zeigt, die symbolisch die Menschen darstellt, denen sie das Leben gerettet hat. Der Platz, auf dem das Denkmal steht, heißt Mevrouw Kuipers-Rietbergplein.